# تمرد كونغو وارا
كان تمرد كونغو وارا، المعروف أيضًا باسم حرب قبضة المِعول وحرب بايا، تمردًا ريفيًا مناهضًا للاستعمار في المستعمرات الفرنسية السابقة في إفريقيا الاستوائية الفرنسية والكاميرون الفرنسية، ظهرت نتيجة لتشغيل السكان الأصليين في بناء السكك الحديدية وجمع المطاط. كانت أصغر الانتفاضات المقاوِمة للاستعمار الفرنسي وأقلها شهرة في فترة ما بين الحربين العالميتين، ووقع جزء كبير من النزاع في المكان الذي يعُتبر الآن جزءًا من جمهورية إفريقيا الوسطى.

## الخلفية
كان باركا نغاينومبي، المعروف باسم كارنو (بمعنى «القادر على تغيير العالم»)، رجل دين من شعب غبايا ومعالجًا من منطقة حوض نهر سانغا، وفي عام 1924، أخذ يدعو إلى مقاومة سلمية ضد المستعمرين الفرنسيين ردًا على تجنيد السكان الأصليين في بناء سكة حديد كونغو أوشن وجمع المطاط وسوء معاملة الشركات الأوروبية صاحبة الامتياز الموجودة هناك. بشَّر كارنو ضد الأوروبيين والشعب الفولاني، الذين أداروا أجزاء من أراضي غبايا في الكاميرون الفرنسية نيابة عن فرنسا، وكان من المقرر أن تتحقق الإطاحة السلمية بالفرنسيين والشعب الفولاني باستخدام الطب التقليدي، ممثلًا بعصا صغيرة معقوفة تشبه قبضة مِعول صغير (koŋgo wara) وزّعها كارنو على أتباعه. ظهرت حركة حول كارنو، ونمت لتشمل مقاطعة البضائع الأوروبية والتضامن الأسود، ولم تلاحظ الإدارة الفرنسية هذه الحركة التي كانت ذات وجود محدود في المنطقة، حتى عام 1927، حين بدأ الكثير من أتباع الحركة حمل السلاح، وبحلول هذا الوقت، تجاوز عدد أتباع الحركة 350000 شخص، منهم نحو 60000 محارب، ولم يسبق لهذه الوحدة أن تحققت في منطقة معروفة بتشرذمها السياسي وافتقارها التاريخي للسلطة المركزية.

## القتال
اندلع النزاع المسلح في منتصف عام 1928، في اشتباك بين أتباع كارنو من جهة ومجموعة من الرعاة الفلان بين بلدتي بابو وبوار من جهة ثانية، أعقبته هجمات مشابهة ضد قافلة من تجار الهوسا قرب غانكومبون ووكيل زراعي فرنسي تصاحبه حراسة من الشرطة في ناهينغ. انتشرت رسالة كارنو بسرعة على خلفية هذه الاشتباكات وأرسلت عدة جماعات في غبايا البعيدة مبعوثين إلى كارنو لاعتماد أساليبه، وانتشر العنف بسرعة ضد التجار الفرنسيين وشاغلي المناصب الحكومية الفرنسية والزعماء المحليين والجنود الذين عملوا لصالح الفرنسيين، ثم احتُلت مدينة بوار وأحرقها أتباع كارنو، واستمر تمردهم في الأشهر التالية رغم أنهم لم يكونوا مجهزين، وحدث النزاع في المجمل بعيدًا عن المراكز الحضرية.
شُن هجوم مضاد فرنسي آزرته قوات معززة في أواخر عام 1928. وفي 11 سبتمبر، قُتل كارنو على يد دورية عسكرية فرنسية، ومع ذلك واصل التمرد الانتشار على نحو غير متوازٍ من حوض سانغا ليشمل المجموعات المجاورة من الكاميرون ومنطقة أوبانغي السفلى، أي في وديان مبيري وفينا في الكاميرون الفرنسي، وحول مدينتي بيبوكوم ومويسالا في جنوب جمهورية تشاد، وحول بلدات يالوك وبامبيو ونديل وبودا في منطقتي مامبيري كادي ولوباي في أوبانغي شاري وحول بلدة بيراندجوكو في الكونغو الفرنسية.
ولزيادة قمع «المعارضة»، أرسِلت القوات الفرنسية لاعتقال أتباع الحركة وأرسلت أيضًا إلى مناطق الغابات التي لم تتأثر بالتمرد لترحيل السكان الأصليين. حاولت السلطات الفرنسية أيضًا تجنيد صفوف من السكان الأصليين قسرًا في القتال ضد المتمردين. تجنبت مجموعات عدة هذه العملية ومنها شعب نغاندو، إذ ترك الكثيرون قراهم ورحلوا إلى مخيمات في أعماق الغابات طوال فترة الصراع، مثلما حدث في أثناء فترات العمل القسري، وحدثت المرحلة الأخيرة من النزاع التي عُرفت باسم «حرب الكهوف» في عام 1931.
قاتل أتباع كونغو وارا تحت فرضية ضعف قدرة الجنود الأوروبيين على التحمُّل أمام قدسية مقبض المِعول، شجعت هذه الروحانية التي كرَّسها كارنو فيهم القرويين غير المسلحين على القتال بشجاعة ولكن بتهور، وأحد الأمثلة المسجَّلة على هذا السلوك، رواية عن رجل يرقص أمام قائد فرنسي ويهدده بالرمح وهو يهتِف: «أطلقي النار، أيتها الغوريلا الكبيرة؛ لن تُطلق بندقيتك سوى الماء».